# レガ・プロ・セコンダ・ディヴィジオーネ
レガ・プロ・セコンダ・ディヴィジオーネ（Lega Pro Seconda Divisione）は、イタリアのサッカーリーグにおいて上から4番目のリーグであった。2007-08シーズンまではセリエC2（Serie C2, セリエ・チードゥエ）と呼ばれた。
もとは3エリアで構成されたセリエC（Serie C, セリエ・チー）単独のリーグだったが、登録チーム数の増加にともない、1978年に2エリアで構成されるセリエC1と、4エリア（後に2エリアに縮小）で構成されるセリエC2に分割された。2008年にセリエCがレガ・プロに改組された。
2009-2010シーズンまではA・B・Cの3つのジローネ（girone）と呼ばれるエリアで構成され、各ジローネで18チームが所属しリーグ全体で54チーム。
2011-2012シーズンはA・Bの2つのジローネでジローネAで21チーム、ジローネBで20チームの41チーム。
2013-2014シーズンは各ジローネに18チームが所属、リーグ全体では36チームが登録されていた。
2014-2015シーズン、レガ・プロ・プリマ・ディヴィジオーネと統合し、新たにレガ・プロとして3ジローネで60チームのリーグに再編された。

## 昇格
2013-2014シーズンはレガ・プロ・プリマ・ディヴィジオーネと統合されたため昇格なし。
2010-2011シーズンまで、シーズン終了後、各ジローネの上位1チーム（計3チーム）と2位～5位のチームでプレイオフを行い勝ち残った3チームのあわせた6チームがレガ・プロ・プリマ・ディヴィジオーネへ昇格。
2011-2012シーズンと2012-2013シーズン、シーズン終了後、各ジローネの上位2チーム（計4チーム）と3位～6位のチームでプレイオフを行い勝ち残った各ジローネ1チーム（計2チーム）のあわせた6チームがレガ・プロ・プリマ・ディヴィジオーネへ昇格。

## 降格
2013-2014シーズンは各ジローネ9位から12位の4チームでプレイアウトを行い敗者3チーム（計6チーム）と、各ジローネ下位6チーム（計12チーム）のあわせた18チームがセリエDへ降格。
降格18チームの内訳は、通常の降格9チーム、2013-2014シーズンのレガ・プロ・プリマ・ディヴィジオーネとレガ・プロ・セコンダ・ディヴィジオーネを合わしたチーム数から統合予定チーム数を引いた9チーム。
2011-2012シーズンから2012-2013シーズン、各ジローネ下位4番目vs下位5番目でプレイアウトを行い勝ち残ったチーム同士でさらにプレイアウトを行い敗者3チームと、各ジローネ下位3チーム（計6チーム）のあわせて9チームがセリエDへ降格。
2009-2010シーズンまで、各ジローネの14位vs17位と15位vs16位のプレイアウトを行いそれぞれの敗者2チーム（計6チーム）と、最下位の3チームあわせた9チームが、下部リーグのセリエDへ降格。